# 阿尔日伊
阿尔日伊（法語：Argilly，法語發音：[aʁʒiji]）是法国科多尔省的一个市镇，属于博讷区。

## 地理
阿尔日伊（47°4'6"N, 5°0'44"E）面积34.12 平方千米，位于法国勃艮第-弗朗什-孔泰大區科多尔省，该省份为法国中东部省份，北起奥布省，西接涅夫勒省和约讷省，南至索恩-卢瓦尔省，东南接汝拉省，东临上索恩省，东北部与上马恩省接壤。
与阿尔日伊接壤的市镇（或旧市镇、城区）包括：热尔朗、蒙曼、普雷莫-普里塞、坎塞、维利莱穆蒂耶、索恩河畔欧维拉尔、巴尼奥、布鲁万、科尔戈卢万。

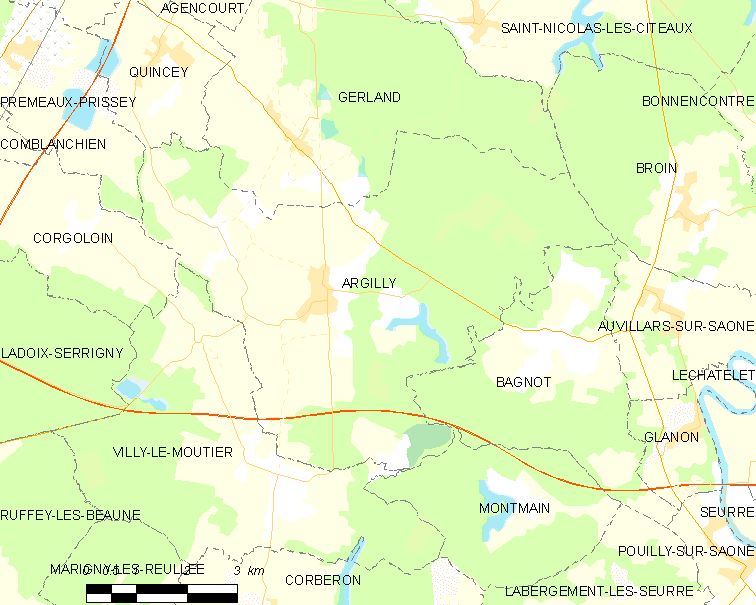
阿尔日伊的OSM定位图

阿尔日伊的时区为UTC+01:00、UTC+02:00（夏令时）。

## 行政
阿尔日伊的邮政编码为21700，INSEE市镇编码为21022。

## 政治
阿尔日伊所属的省级选区为尼伊圣乔治县。

## 人口

1962-2008年间阿尔日伊人口变化图示

阿尔日伊于2022年1月1日时的人口数量为540人。